# 公子高 (齊國)
公子高（？—？），姓姜，名高，中國春秋時期齊國政治人物，齊文公之子、齊成公弟弟。
文公死後，公子高便決定辭官退隱。齊成公應允他的懇求，將高邑（今河南禹縣）封為他的食邑。公子高的孫子高傒為齊國上卿，先在迎立齊桓公有功，後與管仲糾合諸侯結盟有功。桓公命傒以王父字為氏，食采邑於盧，世為上卿，成為高氏的始祖。